# East Pittsburgh
East Pittsburgh  è una borough degli Stati Uniti d'America, nella contea di Allegheny nello Stato della Pennsylvania. Secondo il censimento del 2000 la popolazione è di 2.017 abitanti.

## Società

### Evoluzione demografica
La composizione etnica vede una prevalenza della razza bianca ( 76,10%) seguita da quella afroamericana (20,92%), dati del 2000.
| borough di East Pittsburgh Popolazione |       |
| 1940                                   | 6.079 |
| 2000                                   | 2.017 |
| Stima al 01-07-07                      | 1.853 |